# Lô gia
Lô gia (tiếng Ý: loggia [ˈlɔddʒa]) là một loại kiến trúc trong nhà ở hay công thự, chỉ phần hành lang hướng ra ngoài nhưng được xây âm vào bên trong mặt bằng nhà. Chính vì được xây thụt vào bên trong nên nó được che chắn rất cẩn thận. Nếu đứng từ bên trong lô gia nhìn ra ngoài thì chúng ta sẽ chỉ thấy được một hướng trước mặt, 2 hướng bên cạnh đều có tường xây che lại, còn ở trên đầu thì được che lại bởi sàn của tầng bên trên.
Ngược với lô gia là ban công.

## Công năng
Lô gia có hai loại chính đó là loại dùng để nghỉ ngơi và loại dùng để phục vụ. Đối với loại dùng để nghỉ ngơi thì lô gia thường gắn liền với phòng ngủ hoặc phòng sinh hoạt chung. Với loại phục vụ thì lô gia thường gắn liền với nhà bếp hoặc nhà vệ sinh.
Ở các căn hộ chung cư thì đa số mọi người sử dụng loại lô gia phục vụ, chủ yếu là để phơi quần áo. Trong thiết kế kiến trúc hiện nay thì lô gia đang rất được ưa chuộng. Bên cạnh đó, để đảm bảo tính an toàn thì các tòa nhà cao tầng bắt buộc phải sử dụng lô gia thay vì ban công, điều này đã được quy định cụ thể tại các tiêu chuẩn xây dựng.

## Lô gia trên thế giới
- Ý: Từ đầu thời Trung Cổ, gần như mọi comune ở Ý đều có một lô gia hình vòm mở ở Quảng trường chính, đóng vai trò là "biểu tượng của công lý và chính quyền".[5] Một lô gia thường có hình dạng của một ngôi nhà nhỏ, thường được trang trí công phu, được xây dựng trên mái nhà của một nơi cư trú để tận hưởng gió mát và tầm nhìn. Chúng đặc biệt phổ biến vào thế kỷ 17 và nổi bật ở Rome và Bologna.
- Anh: ở trung tâm thành phố Chester, lô gia có ở một số tòa nhà gỗ có niên đại từ thời Trung cổ đến thời Victoria. Các lô gia này được gọi là Chester Rows.
- Úc: Lô gia được xây dựng thêm vào Nhà hát Opera Sydney năm 2006.
- Hy Lạp: Tại địa điểm khảo cổ Hagia Triada, một số lô gia được xây dựng vào khoảng 1400 trước Công nguyên vẫn tồn tại.[6]
- Việt Nam: tiêu chuẩn xây dựng Việt Nam TCXDVN 323: 2004 về "Nhà ở cao tầng – Tiêu chuẩn thiết kế" của Bộ Xây dựng quy định rằng bắt đầu từ tầng 6 trở lên thì công trình không được sử dụng ban công, thay vào đó chỉ được dùng lô gia. Lan can của lô gia không được hở phần chân bên dưới và có chiều cao tối thiểu từ 1,2 m trở lên.[1]

## Hình ảnh

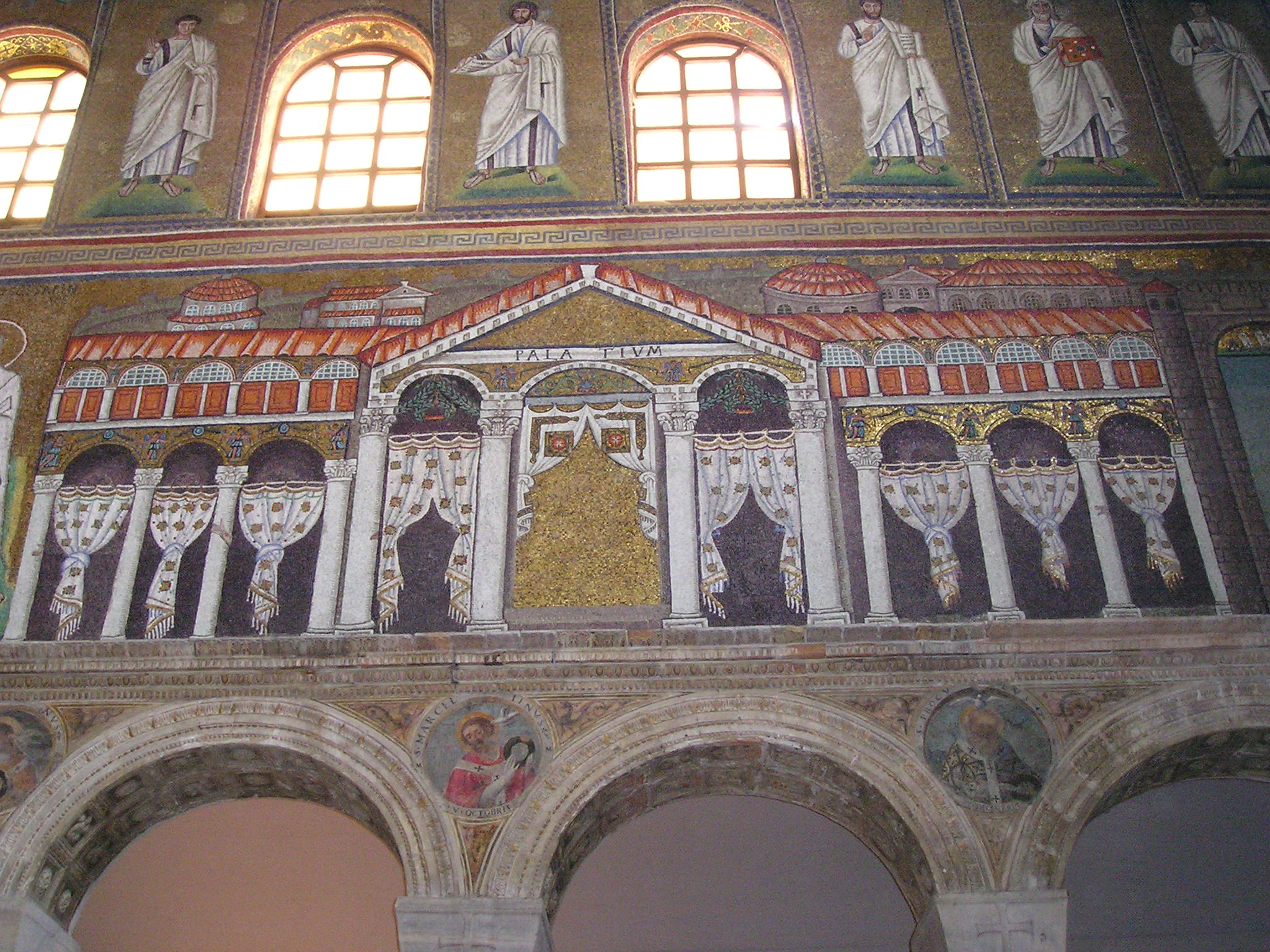
Một bức tranh khảm được tìm thấy trong nhà nguyện của thế kỷ thứ 6 tại Vương cung thánh đường San Vitale ở Ravenna, Ý mô tả một lô gia.
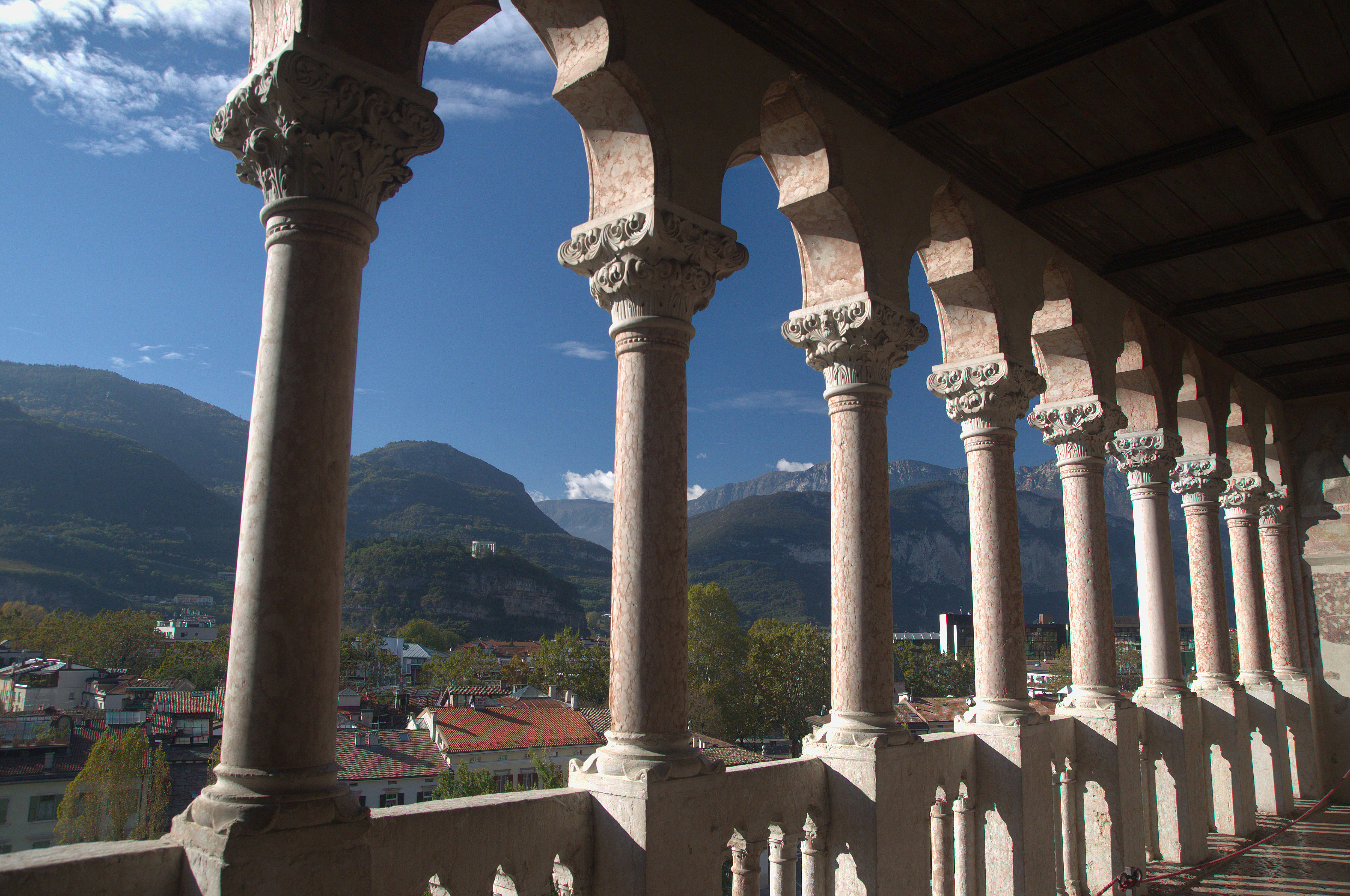
Lô gia kiểu kiến trúc gothic tại lâu đài Buônconsiglio ở Trento, Ý.
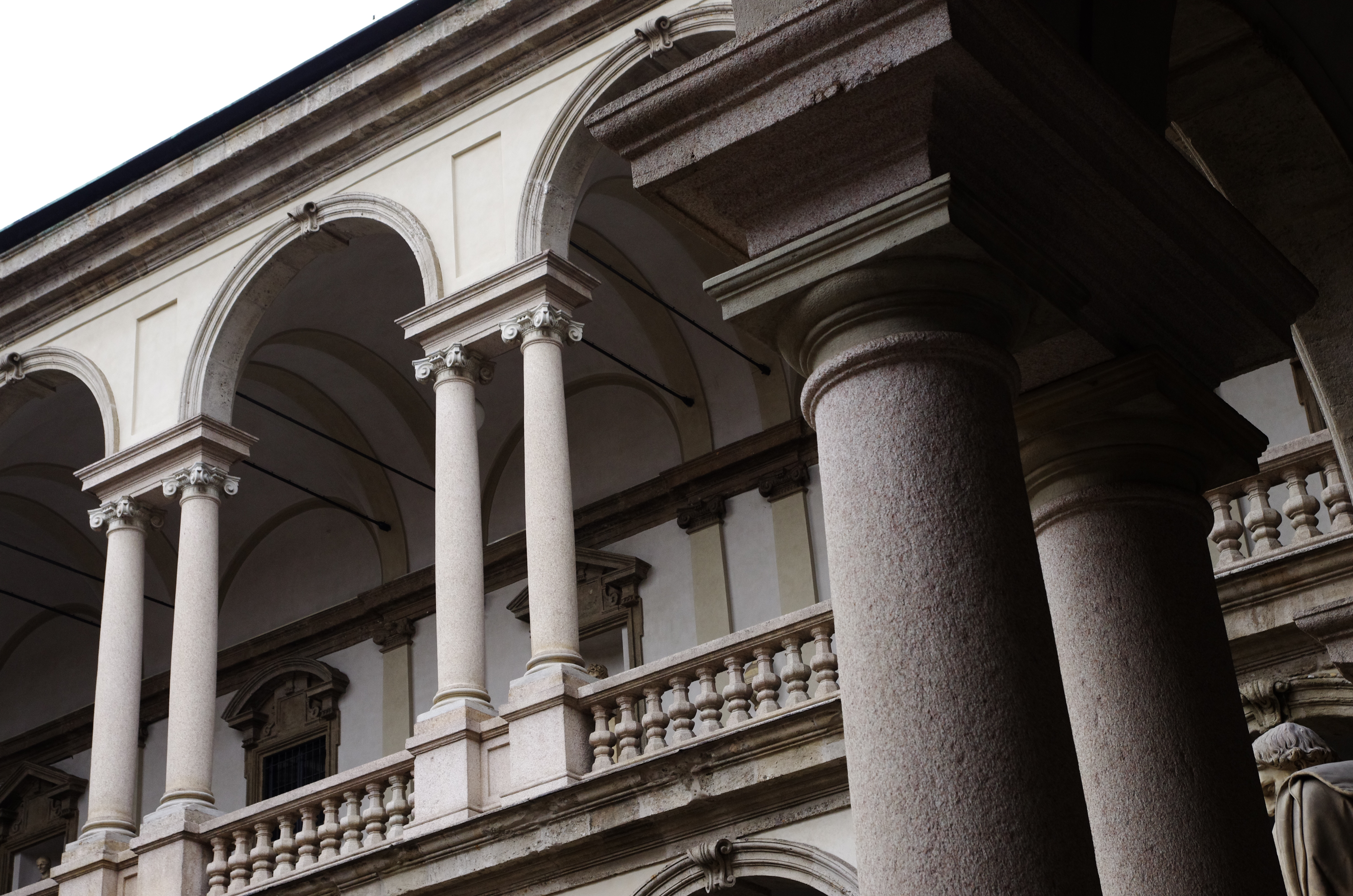
Hình dạng lô gia tại Milan, Ý.
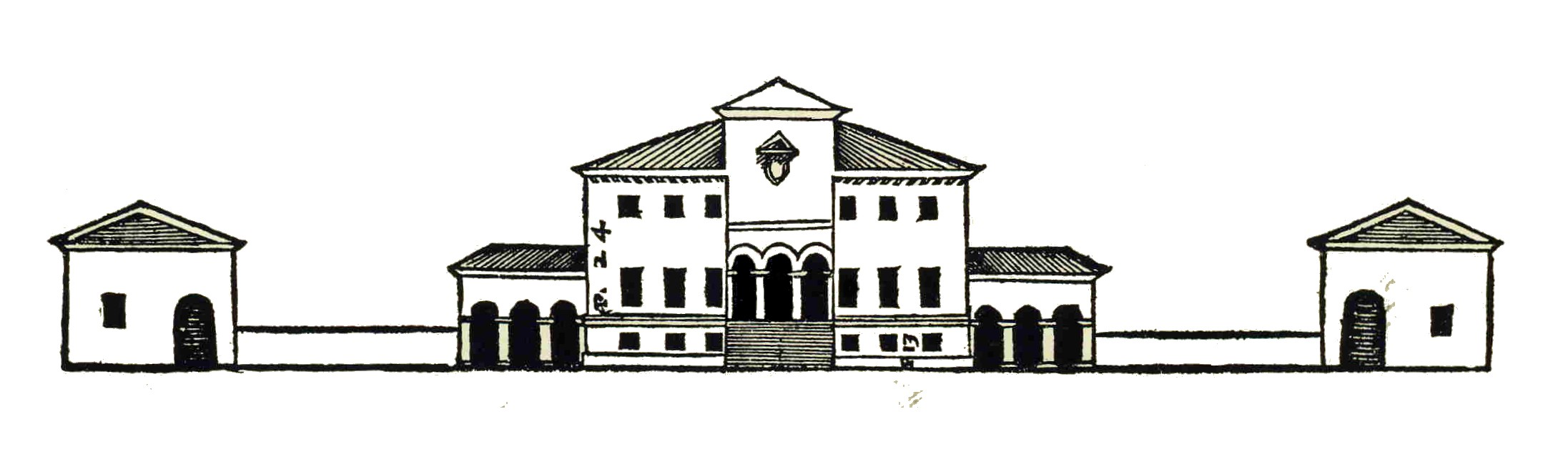
Tòa nhà Villa Godi được thiết kế bởi Palladio. Các cổng là đầu mối ở trung tâm với các lô gia được sử dụng ở mỗi bên của cấu trúc để làm hành lang.
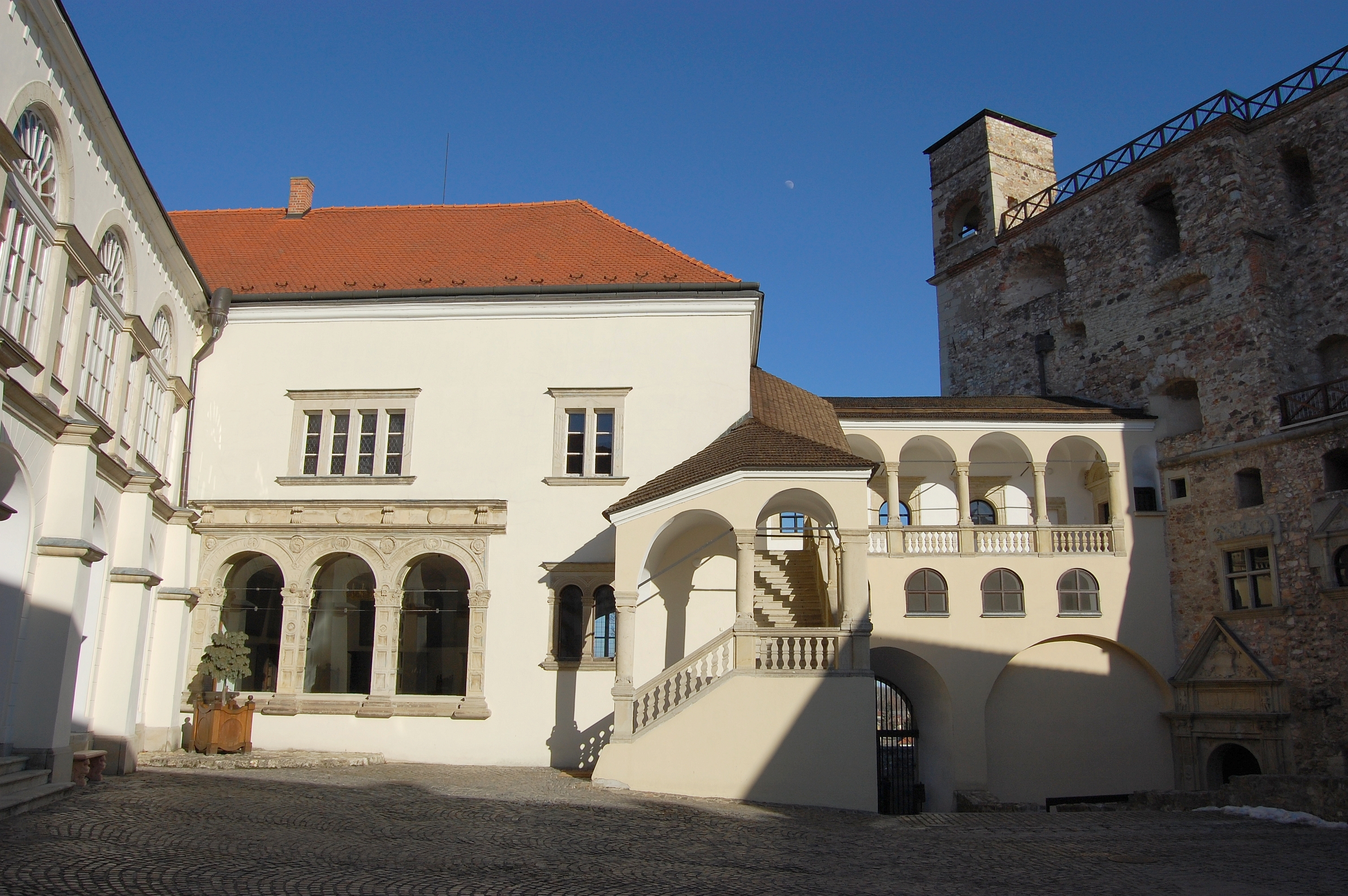
Lô gia ở lâu đài Sárospatak, Borsod-Abaúj-Zemplén, Hungary.
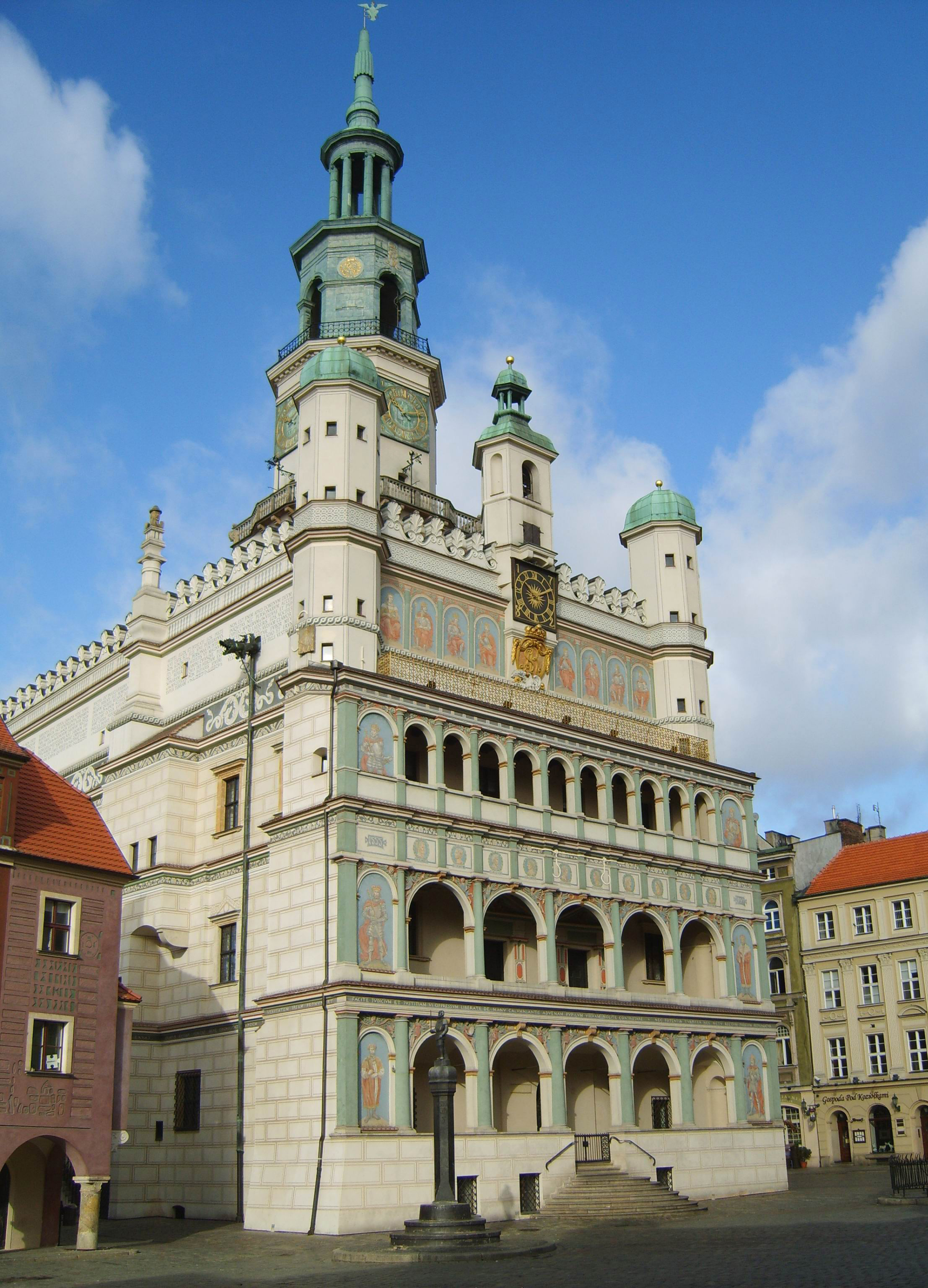
Các lô gia ba tầng thời Phục Hưng tại tòa thị chính Poznań, Ba Lan.
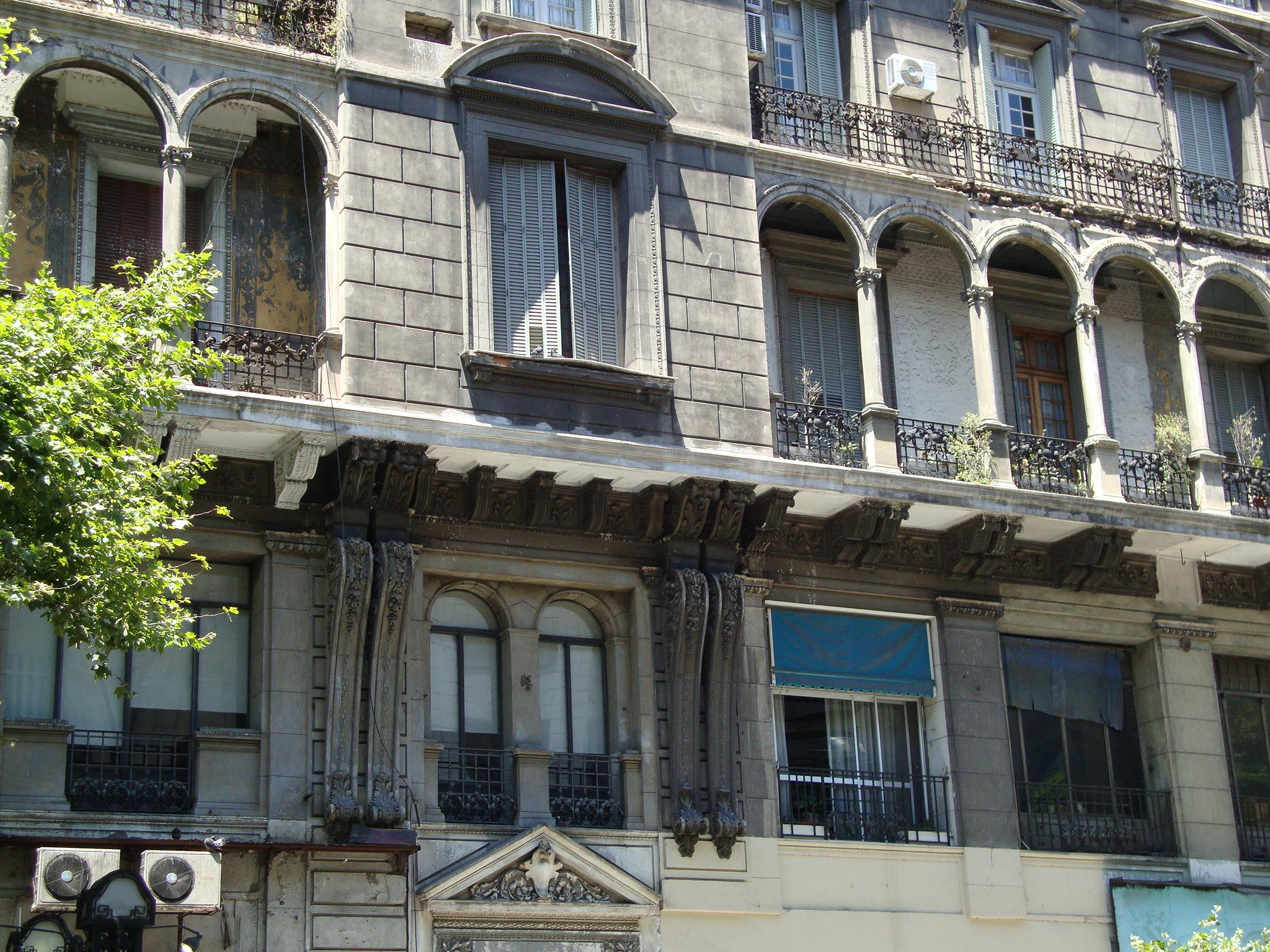
Lô gia tại tòa nhà Edificio La Inmobiliaria ở Buenos Aires, Argentina.